# EVA / Tatyana
EVA, su nombre real es Eva Sears, también conocida como Big Mama y por su otro alias, Tatyana es un personaje ficticio perteneciente a la serie de videojuegos Metal Gear Solid.

## Historia del personaje
Hace su primera aparición en Metal Gear Solid 3: Snake Eater. EVA es una espía enviada por la República Popular China para hacerse con el Legado de los Filósofos, que se encuentra en manos del Coronel Volgin. EVA es realmente un agente durmiente de los Filósofos. De niña, mientras se desarrollaba la Segunda Guerra Mundial, fue enviada a una escuela de seducción controlada por esta organización. Por entonces captaban niños de todas partes del mundo. El objetivo de su adiestramiento era convertirla en una mujer seductora a la que ningún hombre se pudiera resistir. Al finalizar el conflicto armado en 1945, los Filósofos se dividieron, desapareciendo así la organización.
En China, la facción china de los Filósofos aún tenía mucho poder, y cuando descubrieron que su legado estaba en manos del Coronel Volgin, enviaron a EVA para encontrarlo y robarlo. Para alcanzar su objetivo realizó varios papeles, ante Volgin, Sokolov y ante Naked Snake. Nadie se dio cuenta, únicamente The Boss, quien había sido maestra en el centro en el que fue adiestrada EVA. Como espía, EVA domina el manejo de armas de fuego y técnicas de combate, tiene afición por las motos, demostrando su impresionante dominio sobre esas máquinas. Utiliza las artes de la seducción para alcanzar sus objetivos y distraer la atención de los hombres.

### Su relación con Sokolov
Ante Sokolov representaba el papel de Tatyana, una agente de la KGB (Servicio Secreto Soviético) enviada por Nikita Kruschev con la misión de obtener los datos técnicos del Shagohod. Además se hace pasar por la novia de Volgin.

### Su relación con Volgin
Con el Coronel Volgin también representa el papel de Tatyana, pero con algunos matices. Como Tatyana, es identificada como un agente del KGB gracias al beso de la muerte, seguramente enviada por Nikita Kruschev, pero Volgin cree que se trata de la novia de Sokolov. En varias ocasiones, el coronel tortura a Tatyana, o la utiliza para sus enfermizos juegos sexuales, para controlar y obligar a Sokolov a trabajar en el desarrollo de la fase final del Shagohod.

### Su relación con Naked Snake
Con Naked Snake mantiene la más íntima y estrecha relación. En 1960, dos agentes de la NSA desertaron a la Unión Soviética; durante el desarrollo de la Misión Snake Eater servirían como apoyo a Snake, dándole información, armas, municiones y raciones. Sus nombres en clave son ADAM y EVA. Esta espía, enviada por los Filósofos chinos, aprovechando que ADAM no apareció se hizo pasar por EVA para entrar en contacto con Snake. Representa el papel de una desertora estadounidense que se hace pasar por una agente de la KGB. Al igual que hizo con Sokolov y Volgin, EVA tenía que seducir a Snake como parte de su misión. Sin embargo, a pesar de ser una profesional, EVA acaba enamorándose de verdad de Snake.
Durante el desarrollo de la misión, tienta continuamente a Snake, le ayuda y le apoya. Tanto que Snake, a pesar de rechazarla en un principio, también llega a enamorarse de ella, lo cual demuestra en el momento en que Ocelot somete a Tatyana a una ruleta rusa en la que, al proteger a EVA, Snake recibe un balazo accidental de Ocelot que le cuesta su ojo derecho. Espectacular e histórica escena en la que nace Big Boss.

### Tras la operación Snake Eater
EVA se ofreció a ser la madre de alquiler para el proyecto Les enfants terribles ya que amaba a Snake (conocido en esa época ya como "Big Boss") y quería, de alguna manera, llevar dentro de ella algo de él. Dio a luz a Solid Snake, Liquid Snake y finalmente a Solidus Snake. Tras la separación entre Big Boss y Los Patriots y los fracasos del héroe de derrocar el sistema, EVA y Ocelot se unieron en un proyecto para recuperar el cuerpo de Big Boss, en dicho plan tendrían cabida después Naomi Hunter, Frank Jaeger y Raiden.

### En Guns of the Patriots
EVA es una líder de la resistencia ante las PMC y el Sistema impuesto por Los Patriots llamado Paradise Lost. Es más conocida como Big Mama y tiene un encuentro con su hijo en una iglesia en Europa del Este. Aún conserva su moto y es la encargada de poner a Solid Snake (ya conocido como "Old Snake") al tanto de los detalles de la fundación de los Patriots.
En Europa del este, Big Mama le enseña a Old Snake el cuerpo en estado de vida-muerte de Solidus Snake (ella pensaba que era Big Boss), tras una persecución en moto junto a Old Snake sufre un accidente.
Después, en el río Volta, intenta recuperar el cuerpo de Solidus Snake (pensando que era el de Big Boss) de las llamas; sin embargo, no lo logra y muere por el virus FOXDIE que su hijo Old Snake trae en su cuerpo.